# Giovanni Antonio Amadeo

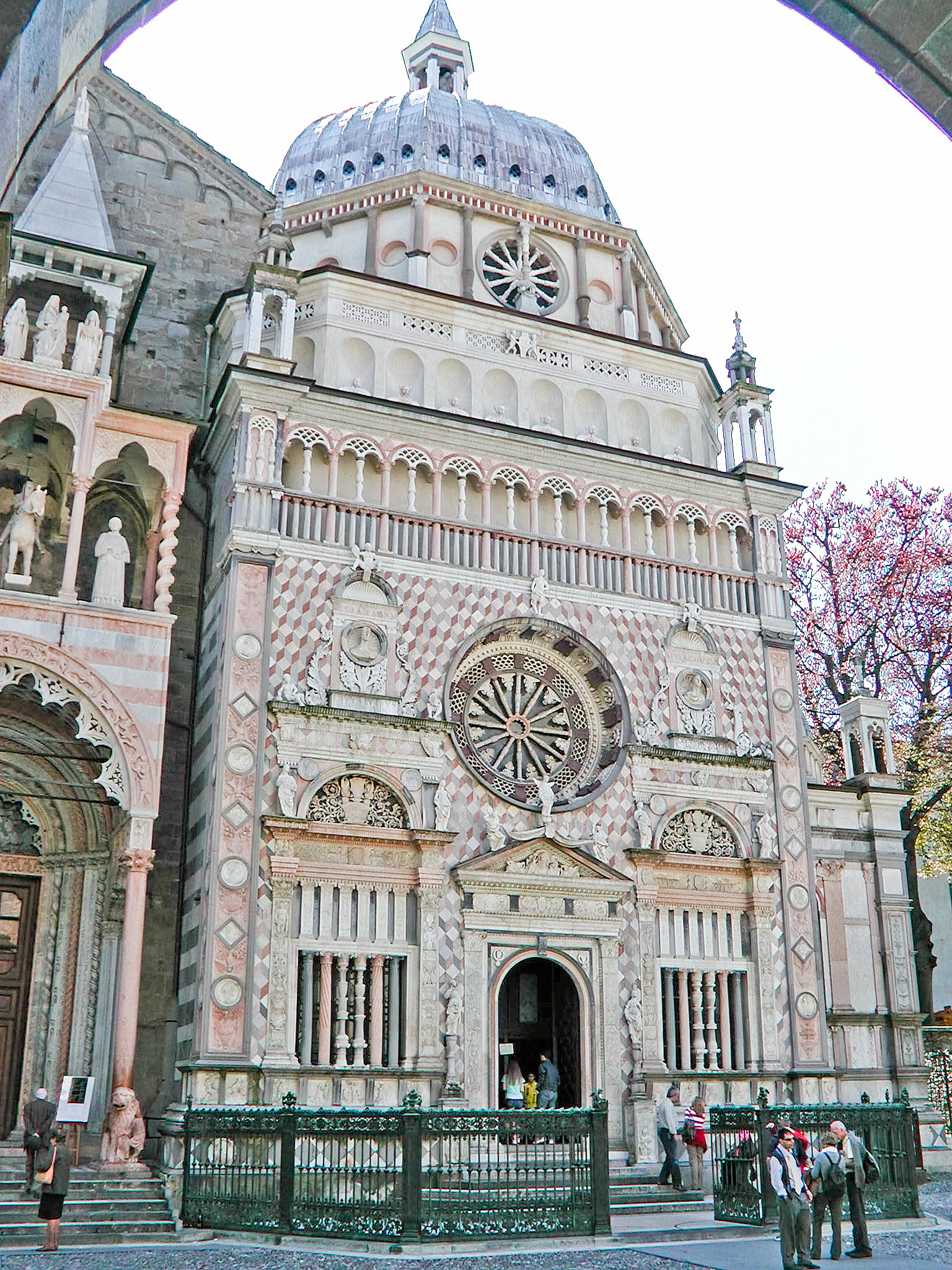
Gevel van de Colleoni kapel in Bergamo

Giovanni Antonio Amadeo (Pavia, circa. 1447 - Milaan, 27 of 28 augustus 1522) was een Italiaans architect, ingenieur en beeldhouwer uit de vroege renaissance.

## Werken
- Decoratie van de voorgevel van de loges, de voordeur en de deur van het kleine klooster van de Certosa di Pavia
- Een in hout gesculpteerde groep in Monza
- Graf van Medea Colleoni
- Colleoni Kapel in Bergamo en het monument van Bartolomeo Colleoni
- Bas-reliëfs en sculpturen voor de boog van de San Arialdo in Cremona
- Bas-reliëfs van de Elemosina di Sant'Imerio
- Gevel van de kerk Santa Maria dei Miracoli in Brescia
- Gevel van de Santa Maria presso San Satiro in Milaan
- Vieringtoren van de kerk Santa Maria delle Grazie in Milaan
- Santa Maria di Canepanova in Pavia
- Het klooster van de Basiliek van Sant'Ambrogio in Milaan
- Fabbrica di Santa Maria presso San Celso
- Palazzo di G. F. Bottigella in Pavia
- Schrijn in Saronno
- Vestingwerken in Chiavenna, Tirano en S. Colombano al Lambro
- Ganda Brug van Morbegno
- Vieringtoren van de Basiliek van Milaan
- Binnenplaats van de Ca 'Granda van Milaan
- San Maurizio al Monastero Maggiore in Milaan
- Plannen voor de zijkanten van de Basiliek van Milaan
- Vieringtoren aan de Incoronata van Lodi
- Arcivescovile Palazzo di Milano
- Kerk van San Magno in Legnano
- Het lazaret van Milaan
- De gevel van de kathedraal van San Lorenzo Lugano

- Gemeinsame Normdatei: 118834673
- International Standard Name Identifier: 0000 0000 8338 7570
- Library of Congress Control Number: nr90000026
- Nationale Bibliotheek van Tsjechië: xx0123370
- Nationale Bibliotheek van Polen: a0000003352358
- RKD-Nederlands Instituut voor Kunstgeschiedenis: 128966
- Istituto Centrale per il Catalogo Unico: LIAV012171
- SNAC: w62n69dc
- Système universitaire de documentation: 233287043
- Union List of Artist Names: 500018162
- Virtual International Authority File: 809319
- WorldCat: E39PBJkdgPYD4m9GFcHHpBh4MP